# Сапольски, Роберт
Роберт Моррис Сапольски (англ. Robert Morris Sapolsky; род. 6 апреля 1957 года) — американский нейроэндокринолог, профессор в Стэнфордском университете, приматолог. Научный сотрудник в Национальном музее Кении.

## Биография
Родился в Бруклине, Нью-Йорк, воспитывался в семье ортодоксальных евреев. Его отец, архитектор Томас Сапольски, родился в Нью-Йорке в семье иммигрантов из Советского Союза. В возрасте около восьми лет «Американский музей естественной истории стал его вторым домом, а секция с приматами очень зацепила». Роберт часто проводил время, читая книги и воображая себя живущим среди горилл. В двенадцатилетнем возрасте он начал писать письма к приматологам. Учился в средней школе Джона Дьюи, где помимо основной образовательной программы изучал язык суахили.
Сапольски позиционирует себя как атеист. В своей речи на награждении Emperor Has No Clothes Award в 2003 году он заявил: «Я воспитывался в ортодоксальной (иудейской) семье, воспитывался в искренней религиозности до тех пор, пока мне не исполнилось 13 лет или около того. В подростковые годы одним из определяющих действий в моей жизни было избавление ото всех религиозных убеждений вообще».
В 1978 году получил степень бакалавра искусств в области биологической антропологии «с наибольшим почётом» (лат. summa cum laude) в Гарвардском университете. После он отправился в Кению, чтобы изучать социальное поведение павианов в дикой природе. По возвращении в Нью-Йорк прошёл обучение в университете Рокфеллера, где получил степень доктора философии по нейроэндокринологии, работая в лаборатории Брюса МакИвена, известного эндокринолога.
После первого полуторагодичного исследования в Африке он возвращался каждое лето ещё в течение многих лет, чтобы наблюдать за одной и той же группой павианов, начиная с конца 1970-х и заканчивая началом 1990-х годов. Он проводил с ними по 8—10 часов в сутки на протяжении четырёх месяцев в году, фиксируя их поведение. Многолетние исследования павианов легли в основу научно-популярной книги.
Сапольски является профессором Стэнфордского университета на ряде кафедр, включая кафедры биологических наук, неврологии и неврологических наук и нейрохирургию.
Как нейроэндокринолог он занимается изучением стресса и дегенерации нейронов, а также разрабатывает стратегии генной терапии по защите чувствительных нейронов от болезней. Он работает над методами переноса генов, исследуя задачу укрепления нейронов от отрицательного влияния глюкокортикоидов. Каждый год Сапольски ездит в Кению исследовать популяцию бабуинов для того, чтобы установить источники стресса в их среде обитания, а также взаимосвязь между индивидуальными особенностями животных и характером болезней, связанных со стрессом среди них. Точнее Сапольски исследует уровни кортизола у альфа-самцов и альфа-самок и ниже стоящих в иерархии субординатов, чтобы определить их уровни стресса. Одной из ранних, но по-прежнему актуальных работ по данным исследованиям является статья в Scientific American «Стресс в дикой природе». Он также писал о месте неврологических нарушений и невменяемости в рамках американской правовой системы.
Сапольски также интересует роль шизотипических расстройств в возникновении и развитии шаманизма и основных западных религий. В этом контексте он отметил сходство между обсессивно-компульсивным поведением и религиозными ритуалами.
Работы Сапольски широко отмечены в прессе, прежде всего, в специальном издании National Geographic «Стресс: портрет убийцы», в нескольких статьях в The New York Times, Wired Magazin и Stanford University Magazine. Он также является автором ряда научно-популярных изданий. Книги «Почему у зебр не бывает инфаркта» и «Кто мы такие? Гены, наше тело, общество» попали в число научно-популярных книг, которые в рамках проекта «Дигитека» распространяются в электронном виде бесплатно для всех читателей. В 2017 году Сапольски выступил на конференции TED с докладом «Биология наших лучших и худших „я“» (англ. The biology of our best and worst selves).

## Награды и отличия
- Президентская награда для молодых исследователей[англ.] (1986)[28]
- Стипендия Мак-Артура (1987)[29]
- Emperor Has No Clothes Award[англ.] (2002)
- Премия Джона Макговерна за достижения в области поведенческой науки (2007)[30]
- Carl Sagan Prize for Science Popularization[англ.] (2008)
- APA Award for Distinguished Scientific Contributions to Psychology[англ.] (2013)
- Los Angeles Times Book Prize[англ.] (2017)
- Phi Beta Kappa Award in Science[англ.] (2018)

### На английском
- Sapolsky, R. M. Stress, the Aging Brain, and the Mechanisms of Neuron Death :  [англ.]. — MIT Press, 1992. — 429 p. : ill. — (Bradford Books). — ISBN 978-0-262-19320-7.
- Sapolsky, R. M. Junk Food Monkeys: And Other Essays on the Biology of the Human Predicament :  [англ.]. — Headline, 1997. — 247 p. : ill. — ISBN 978-0-7472-7676-0.
- Sapolsky, R. M. The Trouble With Testosterone: And Other Essays On The Biology Of The Human Predicament :  [англ.]. — New York : Simon and Schuster, 1998. — 288 p. : ill. — (A Touchstone book). — ISBN 978-0-684-83891-5.
- Sapolsky, R. M. A primate's memoir :  [англ.]. — New York : Scribner’s, 2001. — 304 p. — ISBN 978-0-7432-0247-3.
- Sapolsky, R. M. Why Zebras Don’t Get Ulcers: The Acclaimed Guide to Stress, Stress-Related Diseases, and Coping. — 3 ed. Now Revised and Updated. — 
Henry Holt and Company, 2004. — 560 p. — (An owl book). — ISBN 978-0-8050-7369-0.
- Sapolsky, R. M. Monkeyluv: And Other Essays on Our Lives as Animals :  [англ.]. — New York : Scribner’s, 2005. — 209 p. — ISBN 978-0-7432-6015-2.
- Sapolsky, R. M. Behave: The Biology of Humans at Our Best and Worst :  [англ.]. — London : Penguin Press, 2017. — 800 p. — ISBN 9780735222786.
- Sapolsky, R. M. Determined: A Science of Life Without Free Will :  [англ.]. — New York : Penguin Press, 2023. — 528 p. — ISBN 978-0-5255-6097-5.

### На русском
- Сапольски, Р. Записки примата: необычайная жизнь ученого среди павианов = A Primate's Memoir: A Neuroscientist's Unconventional Life Among the Baboons. — М. : Альпина нон-фикшн, 2018. — 424 с. — ISBN 978-5-91671-795-2.
- Сапольски, Р. Кто мы такие? Гены, наше тело, общество = Monkeyluv: And Other Essays on Our Lives as Animals. — М. : Альпина нон-фикшн, 2018. — 290 с. — ISBN 978-5-91671-871-3.
- Сапольски, Р. Биология добра и зла. Как наука объясняет наши поступки = Behave: The Biology of Humans at Our Best and Worst. — М.: Альпина Нонфикшн, 2018. — 766 с. — ISBN 978-5-00139-039-8.
- Сапольски, Р. Игры тестостерона и другие вопросы биологии поведения = The Trouble With Testosterone: And Other Essays On The Biology Of The Human Predicament . — М. : Альпина Нонфикшн, 2020. — ISBN 978-5-00-139108-1.
- Сапольски, Р. Почему у зебр не бывает инфаркта. Психология стресса = Why Zebras Don't Get Ulcers / пер. с англ. [М. Алиева и др.]; под ред. Е. И. Николаевой. — 3-е изд. — СПб. : Питер, 2022. — 480 с. : ил., табл. — (Сам себе психолог). — ISBN 978-5-4461-2247-9.
- Роберт Сапольски. Предопределённость. Наука о жизни без свободы воли = Robert M. Sapolsky. Determined: A Science of Life without Free Will. — М.: Альпина нон-фикшн, 2025. — С. 536. — ISBN 978-5-00223-158-4.